# Der Arzt wider Willen (1971)
Der Arzt wider Willen ist die 1971 geschaffene Aufzeichnung des Deutschen Fernsehfunks einer Inszenierung von Benno Besson an der Volksbühne Berlin nach dem gleichnamigen Bühnenstück des französischen Dichters Molière.

## Handlung
Da es sich hier um eine Theaterinszenierung handelt, siehe: Der Arzt wider Willen

## Produktion und Veröffentlichung
Das Stück erlebte am 30. Dezember 1970 in der Volksbühne Berlin mit einer deutschen Übersetzung von Benno Besson und Heiner Müller seine Premiere und auch gemeinsam mit der folgenden Vorstellung seine Fernsehaufzeichnung.
Die Ausstrahlung im 2. Programm des Deutschen Fernsehfunks erfolgte am 1. Mai 1971 in Farbe.

## Kritik
In der Neuen Zeit bemerkte Helmut Ullrich: 

„Mehr als eine belanglose Posse ist da nun wahrlich nicht, wenn auch gewiß etliches an treffsicherer Satire auf den Medizinerstand von damals und überhaupt darinsteckt. Besson aber macht daraus eine triumphale Rückkehr des Hanswursts auf das Theater. Mit hohem Kunstverstand betreibt er Possenreißerei; mit artistischer Energie, die, wie immer bei ihm, Einfallsreichtum plus Präzision ist, stellt er großen Blödsinn auf die Szene. O schöne Nähe des Theaters zur Clownerie, o große Kunst des Unfugtreibens“

In der Kritik des Neuen Deutschland schrieb Rainer Kerndl:

„Das ist ein großer Spaß, hergestellt mit den Mitteln und Methoden einer Theaterpraxis, darin Spielfreude, Phantasie und Perfektion samt dem Vermögen, das Vergnügen sehr ernst – will sagen: mit Gewissenhaftigkeit zu nehmen, auf einen produktiven Nenner gebracht werden. So wird vermutlich der Vor-Silvesterscherz vom ‚Arzt wider Willen‘ nicht nur an rauhen Winterabenden die Leute warm machen.“